# Yassin Salhi (futsal)
Pour le footballeur marocain, voir Yassine Salhi.
Yassin Salhi, né le 1er janvier 2004 à Tétouan (Maroc), est un joueur de futsal international marocain.

## Biographie
Yassin Salhi naît à Tétouan au nord du Maroc et adopte dès son plus jeune âge une passion footballistique qu'il met en pratique dans son quartier. Lorsqu'il est adolescent, il enregistre des vidéos de freestyle qu'il poste sur son réseau social Facebook, jonglant et faisant des gestes techniques sur des toits de maisons.

### Carrière en club
Rapidement remarqué par les scouts locaux, il est invité pour passer des tests à l'Ajax Tétouan, club avec lequel il finit par s'engager en 2020. Il y dispute une saison en D2 marocaine de futsal.
En juin 2021, il s'engage pour trois saisons à l'AS Martil, club fraîchement promu en Futsal D1.

#### Expériences à l'étranger
Le 2 septembre 2024, il s'engage au Hérouville Futsal en D1 Futsal. Cependant, il ne dispute pas l'entièreté de la saison avec le club français. Il quitte ce dernier en février pour rejoindre la Russie et le Torpedo Nijni Novgorod pensionnaire de première division. Toutefois, le club russe annonce le prêt du joueur au FC Semey, club de première division kazakhe.

### En équipe nationale

#### Maroc U23
En 2022, il est sélectionné pour représenter le Maroc à la Coupe arabe universitaire de futsal, sous l'égide de la Fédération royale marocaine de sport universitaire. Il atteint ainsi la finale de la compétition, éliminé par l'Egypte.
En avril 2023, il est rappelé par la sélection U23 et son sélectionneur Mohamed Maouni pour un stage de préparation au Centre sportif de Maâmora.

#### Équipe du Maroc
En février 2023, il participe à un stage d'entraînement avec l'équipe première du Maroc entraînée par Hicham Dguig au Centre sportif de Maâmora à Salé.
Il prend en mars 2023 part au stage suivant au tournoi international du Maroc qui voit la participation de la Croatie, du Japon et de la France. Tournoi que les Marocains remportent chez eux, après s'être imposé face aux Japonais (3-2) et fait deux matchs nuls, contre la Croatie (3-3) et la France (4-4). Cependant, Salhi ne fait aucune entrée en jeu,,.
Le 15 mai 2023, il rejoint la sélection pour un stage de préparation pour la Coupe arabe des nations qui aura lieu en Arabie saoudite. Il figure dans la liste définitive des convoqués mais ne fait aucune entrée en jeu. Les Marocains finissent par remporter le titre pour une troisième fois consécutives.
Le 7 août 2023, il fait ses débuts en carrière internationale à l'occasion d'un match amical contre la Roumanie (victoire, 7-2).

## Statistiques
Le tableau suivant liste les rencontres de l'équipe du Maroc auxquelles Yassin Salhi a pris part :

## Palmarès
- Équipe du Maroc U23
  - Coupe arabe universitaire U23
    - Finaliste : 2022.